# Krîliv, Koreț
Krîliv (în ucraineană Крилів) este o comună în raionul Koreț, regiunea Rivne, Ucraina, formată numai din satul de reședință.

## Demografie
Componența lingvistică a comunei Krîliv
     Ucraineană (99,69%)
     Alte limbi (0,31%)
Conform recensământului din 2001, majoritatea populației comunei Krîliv era vorbitoare de ucraineană (99,69%), existând în minoritate și vorbitori de alte limbi.